# Losos keta

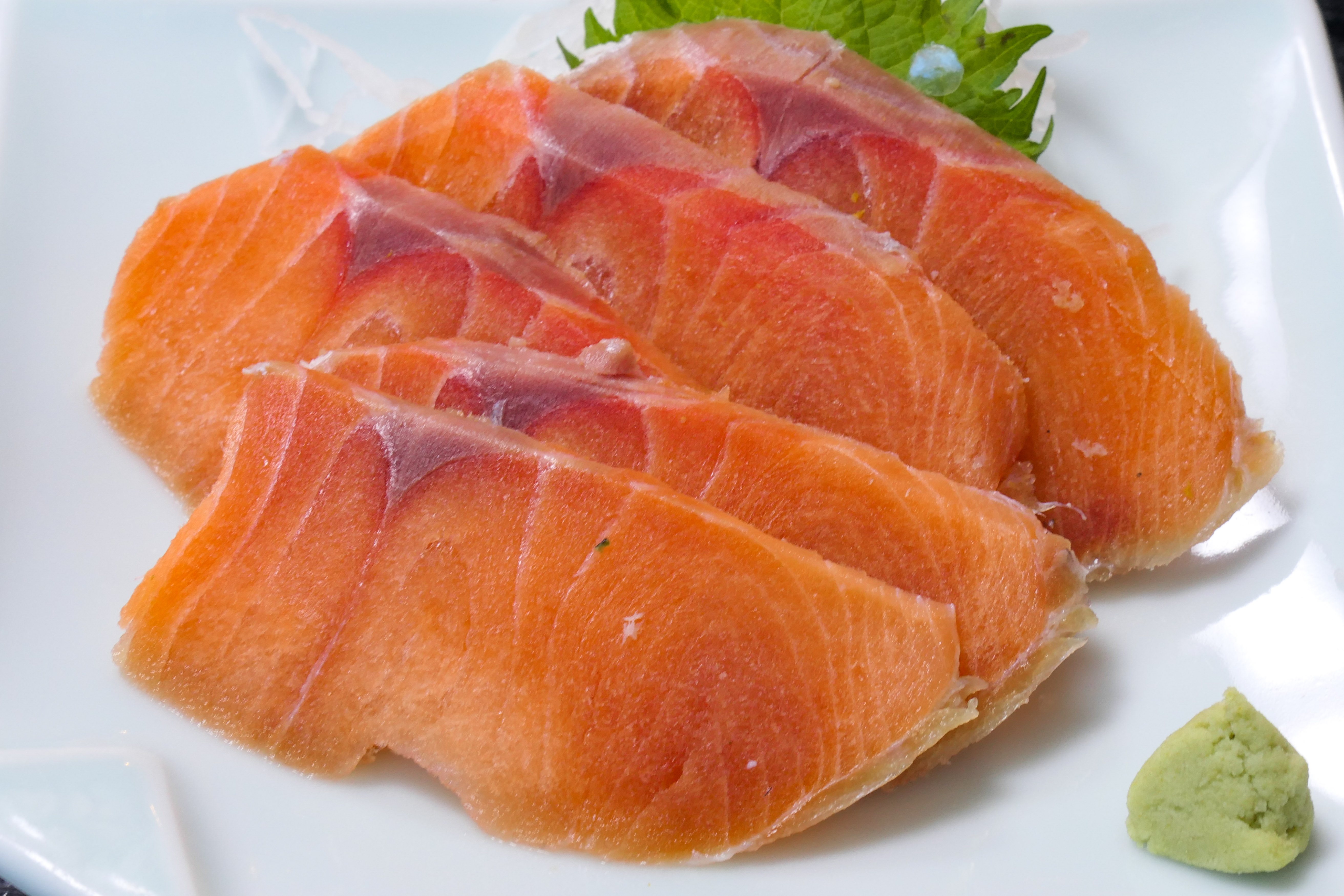
Filety z lososa kety

Losos keta (Oncorhynchus keta) je druh ryby z čeledi lososovití.
Losos keta obvykle váží od 4,4 do 10 kg a měří přibližně 60 cm. Stejně jako ostatní druhy nalezené v Pacifiku má řitní ploutev lososa kety 12 až 20 paprsků, ve srovnání s maximálně 12 paprsky u evropských druhů. Losos keta je v moři stříbřitě modře zelený s nevýraznými skvrnami v tmavším odstínu a spíše bledším břichem. Když se přesune do sladké vody, barva se změní na tmavě olivově zelenou a břicho ztmavne. Když se dospělci blíží k období tření, mají fialové skvrnité pruhy poblíž ocasní ploutve, tmavší směrem k ocasu. Samcům, kteří se třou, obvykle vyroste protáhlý čenich, jejich spodní ploutve jsou zakončeny bílou barvou a mají zvětšené zuby. Někteří lidé se domnívají, že tyto vlastnosti u samců vznikají kvůli soupeření o samici.